# Eugène Prouhet
Eugène Prouhet (* 1817; † August 1867) war ein französischer Mathematiker. Er lehrte an der École Polytechnique und war Herausgeber mathematischer Lehrbücher. Sein Name ist mit der Prouhet-Thue-Morse-Folge und der Lösung des Prouhet-Tarry-Escott-Problems verbunden.

## Leben
Eugène Prouhet erhielt seine mathematische Ausbildung u. a. bei Charles-François Sturm. Von 1851 (möglicherweise auch früher) bis zu seinem Tode arbeitete er als Dozent für Mathematik an der Pariser École Polytechnique.

## Werk
Prouhet ist der Autor von 31 mathematischen Schriften. Er war ab 1863 Herausgeber der Zeitschrift Nouvelles Annales de Mathématiques. Nach dem Tod von Sturm im Jahre 1855 übernahm Prouhet die Herausgeberschaft für dessen Standardlehrbücher Cours d'analyse und Cours de mécanique.
Prouhet ist einer der Namensgeber für eine binäre Zahlenfolge, die Prouhet-Thue-Morse-Folge, die Anwendungen in mehreren mathematischen Disziplinen hat. Schreibt man die Folge als Nachkommastellen einer Binärzahl mit 0 vor dem Komma, erhält man die Prouhet-Thue-Morse-Konstante. Prouhet benutzte die Zahlenfolge bei der Lösung eines Spezialfalls des Problems von Prouhet-Tarry-Escott. Seine Publikation, erschienen bei der Académie des Sciences, wurde erst 1948 wiederentdeckt. Dieser Fund führte zur nachträglichen Einfügung seines Namens in die genannten mathematischen Begriffe.